# 马丁·布罗贝里
马丁·布罗贝里（瑞典語：Martin Broberg，1990年9月24日—），瑞典男子足球運動員。在場上的位置是中場。他現在效力於瑞典足球超級聯賽球隊佐加頓斯體育會足球隊。他也代表瑞典國家足球隊參賽。